# José María Quiroga Plá
José María Quiroga Plá (Madrid, 21 d'abril de 1902 - Ginebra, 28 de març de 1955) va ser un poeta, assagista, periodista i traductor espanyol de la Generació del 27.

## Biografia
Els seus inicis com a poeta es lliguen a l'ultraisme. Va col·laborar en les revistes: Carmen, Verso y Prosa, Meseta, Los Cuatro Vientos, Litoral, Mediodía i Héroe. Va col·laborar en el número especial de la revista Litoral (4,5,6) amb motiu de l'homenatge a Luis de Góngora. Vinculat als autors de la Generació del 27, no va ser inclòs no obstant això en l'Antologia que sobre el grup va preparar Gerardo Diego (perquè no tenia publicat cap volum individualment).
El 1928, amb 26 anys, va contreure matrimoni amb Salomé Unamuno, filla de Miguel de Unamuno, de qui va ser secretari.
Durant la Segona República Espanyola va exercir diversos càrrecs. El 1939 es va veure obligat a marxar a l'exili. Va residir a França i va morir a Ginebra el 1955. Va patir diabetis al final de la seva vida, però la ceguesa no li va impedir seguir escrivint.

## Obra
La seva obra poètica apareix recollida en els volums Morir al día (1946) i La realidad reflejada (1955). Un altre llibre, Valses de la memoria, que va deixar preparat abans de la seva mort, roman inèdit. Va ser íntim amic de Pedro Salines, amb qui va realitzar la primera traducció a l'espanyol dels tres llibres inicials d'A la recerca del temps perdut de Marcel Proust.
- Morir al día, Sonetos 1938-1915, París, E. Ragasol, 1946; 2.ª, ed., Madrid, Molino de Agua, 1980.
- Delgadina
- Sueño de Lot
- Salamanca (Academias)
- Acuarium
- Baladas para acordeón
- Oda a Salinas
- Sonetos a Silbia
- Telegrama de madrugada
- Sórdido navegante de este frío lecho
- Puertas y arrabal del sueño